# Ceuthobotys penai
Ceuthobotys penai är en fjärilsart som beskrevs av Munroe 1978. Ceuthobotys penai ingår i släktet Ceuthobotys och familjen Crambidae. Inga underarter finns listade i Catalogue of Life.